# Olivia Wilde
Olivia Jane Cockburn, més coneguda com a Olivia Wilde, (Ciutat de Nova York, 10 de març de 1984) és una actriu nord-americana. Ha treballat en diverses pel·lícules i sèries de televisió però s'ha fet coneguda especialment pel paper de «Tretze» a la sèrie de televisió House, MD.

## Biografia
Va néixer a Nova York, al si d'una família dedicada al periodisme i la literatura. Filla de Leslie Cockburn, productora de 60 Minutes i periodista, i d'Andrew Cockburn, periodista irlandès. Els seus oncles Alexander i Patrick, col·laboradors del portal d'internet polític CounterPunch. La seva tiastra Sarah Caudwell és una escriptora de novel·les de misteri i el seu avi patern Claud Cockburn també era periodista i novel·lista irlandès. Aquests antecedents van contribuir a formar un fort esperit periodístic, molt crític i analític.
Des de ben petita va decidir que volia ser actriu. Durant una època va viure amb la seva família a Guilford (Vermont) i va estudiar al Georgetown Day School de Washington DC i a la Phillips Academy. Més endavant va anar a Dublín a Irlanda per estudiar a l'escola de teatre The Gaiety School of Acting. Tot i això, va començar a treballar com a ajudant de càsting.
Físicament destaca pel seu cabell ros natural i ulls de color verd blavós. Disposa de doble nacionalitat estatunidenca i irlandesa. El 7 de juny de 2003 es va casar a Washington amb Tao Ruspoli, un fotògraf, realitzador de documentals i guitarrista de flamenc d'origen italo-americà. Actualment viuen i treballen a Venice.
Wilde és col·laboradora amb l'organització 18 in '08 que intenta convèncer a la joventut a votar en les eleccions. A la tardor del 2008 va participar en la campanya a favor del candidata la presidència nord-americana Barack Obama.

## Carrera
Va debutar en els films The Girl Next Door, Alpha Dog, Conversations with Other Women i Turistas. Va començar a guanyar popularitat amb el paper d'Alex Kelly en la sèrie de televisió The O.C. Paral·lelament va aparèixer en dos videoclips i va ser una candidata de «noia Bond» i participar en la pel·lícula Casino Royale, tot i que finalment Eva Green va obtenir el paper.
Gràcies a la popularitat aconseguida i a la seva bellesa, va entrar en els rànkings Hot 100 de la revista Maxim i 100 Sexiest Women of 2006 de FHM en les posicions 61 i 95 respectivament.
Ja el 2007, va participar en la sèrie The Black Donnellys de la cadena NBC. Hi enia el paper femení més important i hi fa una dona irlandesa-americana lligada amb el crim organitzat a Nova York.
Posteriorment, va fer el seu treball més popular quan va unir-se a la sèrie House, MD del canal FOX, ja a la seva quarta temporada, en el paper de doctora Remy Hadley però més coneguda amb el sobrenom «Tretze».
El diari The New York Observer va destacar la seva veu gutural, els seus ulls verd blavós i el seu carisma. Ella va citar Meryl Streep, Sigourney Weaver, Frances McDormand, Catherine Keener i Robin Wright Penn com els actors i actrius que la van inspirar. També admirava l'estil d'Eve Ensler i del director Woody Allen.
Va ser guardonada amb els premis Film Discorey Jury Award a la millor actriu per Bickford Shmeckler's Cool Ideas l'any 2006 i el Vail Film Festival a l'actriu revelació. L'any 2008 va estar nominada al premi de nova estrella televisiva als Teen Choise Awards pel seu paper a House.

## Treballs

### Pel·lícules
- The Girl Next Door (2004): Kellie
- Conversations with Other Women (2005): dama d'honor
- Alpha Dog (2006): Angela Holden
- Camjackers (2006): Sista Strada Cast
- Bickford Shmeckler's Cool Ideas (2006): Sarah Witt
- Turistas (2006): Bea
- Bobby Z (2007): Elizabeth
- Fix (2008): Bella
- In NorthWood (2009): Mia
- Any u (The Year One) (2009): Princesa Inanna
- TRON: Legacy (2010): Quorra
- Cowboys & Aliens (2011): Ella Swenson
- El lladre de paraules (2012): Daniella
- Rush (2013), amb Chris Hemsworth i Daniel Brühl
- Her (2013): Blind date
- En tercera persona (2013): (Anna)
- Booksmart (2019)
- Richard Jewell (2019): Kathy Scruggs
- Hot it Ends (2021): Ala
- Don't Worry Darling (2021)

### Sèries de televisió
- Skin (6 episodis, 2003-2004): Jewel Goldman
- The O.C. (13 episodis, 2004-2005): Alex Kelly
- The Black Donnellys (14 episodis, 2007): Jenny Reilly
- House, MD (20 episodis, 2007-2008): Dra. Remy "Tretze" Hadley